# دوون لی کارلسون
دوون لی کارلسون (به انگلیسی: Devon Lee Carlson؛ زادهٔ ۳ اوت ۱۹۹۴) اینفلوئنسر فشن و کارآفرین آمریکایی اهل کالیفرنیا جنوبی می‌باشد می‌‎باشد که بیشتر به‌عنوان بنیان‌گذار شرکت قاب گوشی وایلدفلاور کیس شناخته می‌شود. 